# Toftaholm (naturreservat)
Toftaholm är ett naturreservat beläget vid Vidösterns östra strand i Ljungby kommun. Naturreservatet är cirka 83 hektar stort och består av ett odlingslandskap med åker, betesmark, betad lövskog och stränder.